# Повесть

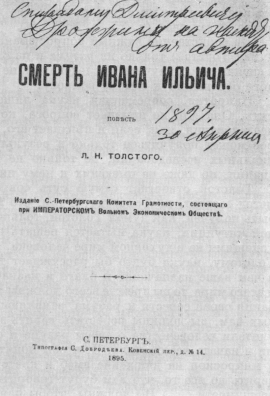
Титульный лист одного из изданий повести Смерть Ивана Ильича

По́весть — прозаический жанр, занимающий по объёму текста промежуточное место между рассказом и романом, тяготеющий к хроникальному сюжету, воспроизводящему естественное течение жизни. В зарубежном литературоведении специфически с русским понятием «повесть» коррелирует «короткий роман» (англ. short novel) и novella (которую не следует путать с омонимом «новелла» русской традиции, означающим «короткий рассказ»).
В России первой трети XIX века термин «повесть» соответствовал тому, что теперь называют «рассказ». Понятия рассказа или новеллы в то время не знали, а термином «повесть» обозначали всё, что не дотягивало по объёму до романа. Повестью называли в том числе и короткое повествование об одном происшествии, иногда анекдотическом («Коляска» Гоголя, «Выстрел» Пушкина).

## Историческое значение
В Древней Руси «повесть» означала любое повествование, особенно прозаическое, в отличие от поэтического. Старинное значение термина — «весть о каком-то событии» — указывает на то, что этот жанр вобрал в себя устные рассказы, события, которые лично видел или о которых слышал рассказчик.
Важным источником старорусских «повестей» являются летописи («Повесть временных лет» и др.). В древнерусской литературе «повестью» называли всякое повествование о каких-либо действительных событиях («Повесть о нашествии Батыя на Рязань», «Повесть о Калкской битве», «Повесть о Петре и Февронии Муромских» и др.), чья достоверность и актуальная значимость не вызывали сомнения у современников.

## Проблемы определения
Жанр повести — переходный между рассказом и романом, и поэтому он с трудом поддаётся однозначному определению. Как иронизирует Андрей Немзер, «отличать повесть от романа умел только профессор Поспелов (да и тот менял свои дефиниции не раз), а спорить на эту тему любят студенты-филологи второго-третьего курсов (к четвёртому — проходит)».
Сюжет классической повести (как он сложился в реалистической литературе второй половины XIX века) обычно сосредоточен вокруг образа главного героя, личность и судьба которого раскрываются в пределах немногих событий, в которых он принимает непосредственное участие. Побочные сюжетные линии в повести (в отличие от романа), как правило, отсутствуют, повествовательный хронотоп сконцентрирован на узком промежутке времени и пространства. Количество персонажей в повести, в целом, меньше, чем в романе, причём характерное для романа чёткое разграничение между главными и второстепенными персонажами в повести, как правило, отсутствует или это разграничение несущественно для развития действия.
Иногда одно и то же произведение сам автор характеризует в различных жанровых категориях. Так, Тургенев сначала называл «Рудина» повестью, а затем — романом. Названия повестей часто связаны с образом главного героя («Бедная Лиза» Н. М. Карамзина, «Рене» Р. Шатобриана, «Неточка Незванова» Ф. М. Достоевского и др.) или с ключевым элементом сюжета («Собака Баскервилей» А.Конан-Дойла, «Степь» А. П. Чехова, «Уездное» Е. И. Замятина).